# Cecilia Trébula
Cecilia Trébula  fue una poetisa romana del siglo II que escribió poesía griega yámbica y de la que se tienen pocos datos. Pudo haber sido una aristócrata, por la naturaleza de su escritura y el conocimiento del griego literario. Lo único que se ha conservado de su poesía son tres epigramas inscritos en la pierna izquierda de uno de los Colosos de Memnón. Se cree que visitó la estatua por primera vez en el año 130, cuando inscribió el primer poema, y luego regresó nuevamente para inscribir los dos siguientes.